# Sandy Nairne
Alexander Robert Sandy Nairne CBE, Fellow FSA (geboren 8. Juni 1953 in England) ist ein englischer Museumsdirektor und Autor.

## Leben
Nairne ist eins von sechs Kindern des höheren Beamten Sir Patrick Nairne. Er wuchs in der Nähe von Cobham (Surrey) auf, bevor er die Boarding School Radley College bei Radley in Oxfordshire besuchte. Anfang der 1970er Jahre war er Student am University College (Oxford) und ein aktiver Ruderer im zweiten Achter der Oxford University, der ISIS.
Nach der Studienzeit lernte er den heutigen Leiter von Tate Britain in London Nicholas Serota kennen, als er von 1974 bis 1976 am Museum of Modern Art in Oxford arbeitete. In den folgenden Jahren bis 1980 arbeitete er an der Londoner Tate Gallery als Hilfskurator. 1980 wurde er zum für die Ausstellungen zuständigen Direktor am Londoner Institute of Contemporary Arts (ICA) und war dort bis 1984 für Ausstellungen wie zum Beispiel über Robert Mapplethorpe zuständig.
1987 schrieb Nairne das Buch für die Serie von Dokumentarfilmen State of the Art des britischen Channel 4. Von 1988 bis 1996 war er Direktor beim Arts Council of Great Britain und war dort für die verschiedensten Projekte zuständig, darunter für einen Kurs am Royal College of Art für Kuratoren betreffend die Vermittlung von Gegenwartskunst.
Als Programmdirektor der Tate Gallery war Nairne für den Umbau der Verwaltung der Galerie zuständig in Vorbereitung der Eröffnung der Galerie Tate Modern und des Umbaus der alten Galerie an der Millbank zu Tate Britain. Über seine Arbeiten bei der erfolgreichen Restituierung zweier Gemälde von William Turner, die 1994 in der Schirn in Frankfurt am Main gestohlen worden waren (Siehe: Kunstraub aus der Schirn Kunsthalle Frankfurt 1994) und die seit 2003 wieder in Tate Britain ausgestellt werden, schrieb er ein Buch. 2002 wurde er zum Direktor der Londoner National Portrait Gallery ernannt, kündigte jedoch 2014 seinen Rückzug in ein Leben als Autor und Privatmann Anfang 2015 an.
Nairne ist mit der Kunsthistorikerin und Feministin Lisa Tickner verheiratet, sie haben zwei Kinder. Sein Bruder Andrew Nairne ist Direktor der Galerie Kettle’s Yard in Cambridge, sein Zwillingsbruder James ist Direktor einer Schule in Oxfordshire.

## Preise und Auszeichnungen
- 2011: Ernennung zum Commander (Komtur) des Order of the British Empire im Rahmen der Queen’s Birthday Honours.

## Veröffentlichungen
- mit Nicholas Serota (Hrsg.): British Sculpture in the Twentieth Century. Whitechapel Art Gallery, London 1981, ISBN 0-85488-054-2.
- als Mitherausgeber mit Veit Loers: Antony Gormley: Sculpture. Städtische Galerie Regensburg, Regensburg 1985. Ausstellungskatalog.
- In Zusammenarbeit mit Geoff Dunlop und John Wyver: State of the Art. Ideas and Images in the 1980s. Chatto & Windus, London mit Channel 4 Television 1987, ISBN 0-7011-3086-5.
- als Mitherausgeber: Thinking about Exhibitions. Routledge, 1996, ISBN 0-415-11589-2.
- Art Theft and the Case of the Stolen Turners. Reaktion Books, Clerkenwell, London 2011, ISBN 978-1-86189-851-7.
  - deutsch von Werner Richter: Die leere Wand. Museumsdiebstahl. Der Fall der zwei Turnerbilder. Piet Meyer Verlag, Bern/Wien 2012, ISBN 978-3-905799-19-4.[1]